# سیارک ۱۶۱۰۷
سیارک ۱۶۱۰۷ (به انگلیسی: 16107 Chanmugam، نامگذاری:1999WQ2) شانزده هزار و صد و هفتمین سیارک کشف شده‌است که در ۲۷ نوامبر ۱۹۹۹ کشف شد.
قدر مطلق سیارک برابر ۱۴٫۲۰ است.